# Nitroprusiato
El nitroprusiato, al igual que la nitroglicerina, causa relajación del músculo liso y es un vasodilatador arteriovenoso más rápido y potente. Al igual que los nitratos actúa como un donador de óxido nítrico, por lo que su acción vasodilatadora está mediada por la activación de la guanililciclasa y la formación de GMP cíclico.

## Antedecentes históricos
El nitroprusiato es una sustancia química conocida desde mediados del siglo XIX (nitroferrocianuro sódico); sin embargo, no es hasta la segunda mitad del siglo XX cuando comienza a desarrollarse como sustancia útil en el tratamiento urgente de la hipertensión.

## Indicaciones
En pacientes con congestión pulmonar, sobre todo si el volumen minuto está reducido y existen signos de hipoperfusión periférica, aunque la elección del fármaco dependerá en gran medida de la presión arterial. Si esta es >180/120 mmHg, el nitroprusiato sódico es el fármaco de elección.

## Mecanismo de acción
Este agente incrementa el GMP cíclico por activación de la forma soluble de la guanililciclasa y los inhibidores de la  fosfodiesterasa de cGMP amplifican y prolongan estas respuestas. El aumento de GMP cíclico activa a la protein quinasa dependiente de este monofosfato, la cual a su vez fosforila a cierto número de proteínas del músculo liso, incluida la cadena ligera de la miosina. Es probable que esta acción cause la relajación del músculo liso y la vasodilatación.

## Efectos farmacológicos
Por su potente acción venodilatadora el nitroprusiato disminuye la presión de la aurícula derecha, capilar pulmonar y telediastólica del ventrículo izquierdo (precarga), mejorando los signos de congestión pulmonar. Por su potente acción vasodilatadora arteriolar disminuye las resistencias vasculares periféricas (poscarga) y la presión arterial, y aumenta el volumen minuto y el volumen latido, si bien la frecuencia cardíaca apenas se modifica; como consecuencia, el nitroprusiato reduce la tensión de la pared ventricular y las demandas miocárdicas de O2. El nitroprusiato también dilata las arterias pulmonares reduciendo la poscarga del ventrículo derecho.

## Vía de administración
La vía de administración en la insuficiencia cardíaca aguda es en infusión IV continua. Ello permite establecer rápidamente la dosis efectiva y modificarla de acuerdo con los cambios clínicos y hemodinámicos del paciente. En esta condición, el nitroprusiato es un vasodilatador de acción rápida y potente, pero fugaz. El nitroprusiato se administra disuelto en suero glucosado al 5%, protegiendo de la luz el sistema de goteo, ya que aquella hidroliza el fármaco a cianuro.

## Toxicidad
El nitroprusiato tiene una semivida muy breve. En los eritrocitos se transforma en ion cianuro, el cual, por acción de la rodanasa hepática, se transforma en tiocianato, su metabolito activo. La acumulación de este, en infusiones prolongadas, provoca un síndrome psicoorgánico. Sus reacciones adversas más frecuentes son alteraciones gastrointestinales, anorexia, espasmos musculares, desorientación, cefalea, nerviosismo, y fasciculaciones.